# Christine von Grünigen
Christine von Grünigen (Saanen, 25 marzo 1964) è un'ex sciatrice alpina svizzera, vincitrice della Coppa Europa nel 1983.

## Biografia
Christine von Grünigen, originaria di Schönried di Saanen e sorella di Michael, a sua volta sciatore alpino, debuttò in campo internazionale in occasione dei Mondiali juniores di Auron 1982; nella successiva stagione 1982-1983 in Coppa Europa si aggiudicò sia il trofeo generale, sia le classifiche di slalom gigante e di slalom speciale.
Specializzatasi nello slalom speciale, ottenne il primo piazzamento in Coppa del Mondo il 1º dicembre 1983 a Kranjska Gora, classificandosi 5ª; nella stagione 1986-1987 in Coppa Europa vinse nuovamente la classifica della specialità, mentre nel 1990 ottenne il primo podio in Coppa del Mondo, il 9 gennaio a Hinterstoder. Ai XVI Giochi olimpici invernali di Albertville 1992, suo esordio olimpico, si classificò al 13º posto.	
Nel 1993 partecipò ai Mondiali di Morioka, sua unica presenza iridata, ottenendo l'8º posto, e il 12 dicembre a Veysonnaz conquistò l'ultimo podio in Coppa del Mondo (3ª). L'anno dopo, convocata per i XVII Giochi olimpici invernali di Lillehammer 1994, concluse al 6º posto. Il 20 marzo dello stesso anno ottenne l'ultimo piazzamento in carriera a Vail, piazzandosi 10ª nello slalom speciale di Coppa del Mondo vinto dalla sua connazionale Vreni Schneider.

## Palmarès

### Coppa del Mondo
- Miglior piazzamento in classifica generale: 24ª nel 1990
- 3 podi (tutti in slalom speciale):
  - 3 terzi posti

### Coppa Europa
- Vincitrice della Coppa Europa nel 1983[3]
- Vincitrice della classifica di slalom gigante nel 1983[3]
- Vincitrice della classifica di slalom speciale nel 1983[3] e nel 1987[3][4]

### Campionati svizzeri juniores
- 1 argento (slalom speciale nel 1982)[1]
- 1 bronzo (combinata nel 1982)[1]